# Respiro (album Franco Simone)
Respiro è un album del cantautore italiano Franco Simone, pubblicato dall'etichetta discografica Ri-Fi nel 1977.
I brani sono stati composti testo e musica da Franco Simone, fatta eccezione per Io che amo solo te, testo e musica di Sergio Endrigo. I diritti editoriali di tutti i brani sono di proprietà delle edizioni musicali Skizzo / Universal Music Publishing Ricordi fatta eccezione per Io che amo solo te.
Gli arrangiamenti di tutti brani sono stati curati da Pinuccio Pirazzoli tranne Il vecchio del carrozzone, curata da Enrico Intra.
Il disco si apre con la canzone omonima, pubblicata anche come singolo.

## Tracce

### Lato A
1. Respiro
2. Cara droga
3. Al tramonto
4. Ti sento
5. Il vecchio del carrozzone

### Lato B
1. Dubbi
2. Lontani
3. Ogni giorno nuovo (È un giorno mio)
4. Poeta, forse
5. Io che amo solo te (© Copyright 1963 by edizioni musicali RCA poi Universal Music Publishing Ricordi)